# Sleishman

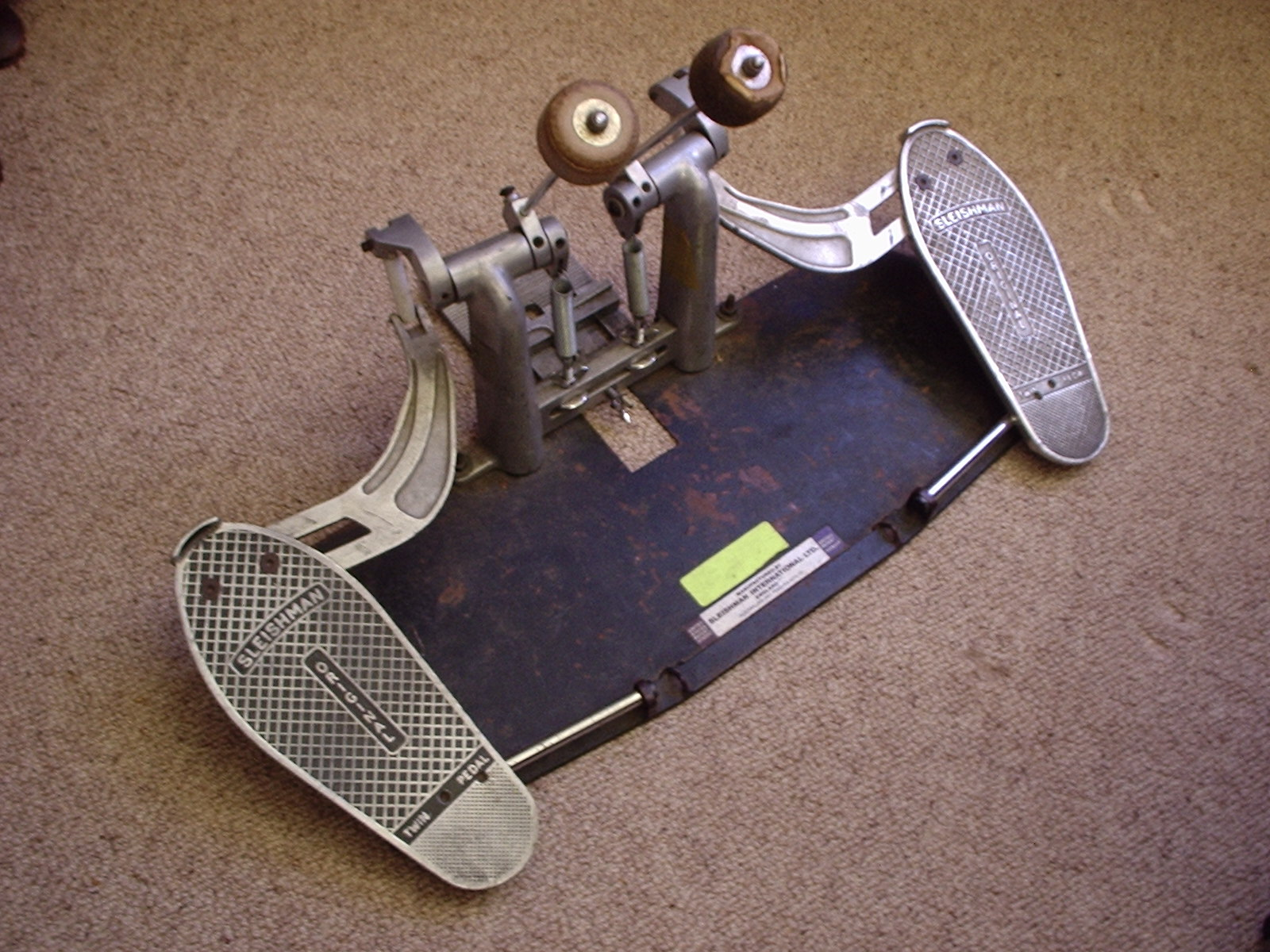
Original Sleishman twin pedal

Sleishman（スレイシュマン）は、ドラムセットおよびドラムセットの部品のメーカーである。
オーストラリアのドラマーDon Sleishmanによって創設された。このブランドはバスドラム用のツインペダルで知られる。Donは数年間個人的にツインペダルを使用した後、1978年に会社を設立し、最初の製品を友人に提供した。
Sleishmanは、現在トッププロを顧客とするドラムセットも製作している。

## Sleishmanを使用する演奏者
- Will Calhoun（英語版）
- ロジャー・テイラー